# Xã Elk Rapids, Michigan
Xã Elk Rapids (tiếng Anh: Elk Rapids Township) là một xã thuộc quận Antrim, tiểu bang Michigan, Hoa Kỳ. Năm 2010, dân số của xã này là 2.631 người.